# Julianka (stacja kolejowa)
Julianka – stacja kolejowa w Juliance, na linii nr 61. Na stacji zatrzymują się tylko pociągi osobowe, istnieje budynek dworca, brak natomiast kas biletowych.

## Ruch pasażerski
| Rok  | Wymiana pasażerska na dobę |
| ---- | -------------------------- |
| 2017 | 20-99                      |
| 2022 | 20-99                      |

Stację zbudowano pod nazwą Złoty Potok i pod nią funkcjonował on do lat 60., kiedy wprowadzono obecną nazwę.
Na stacji 3 listopada 1976 miała miejsce katastrofa kolejowa, wyniku której śmierć poniosło 26 osób, a 120 osób zostało rannych.